# Kumajny
Kumajny – wieś w Polsce położona w województwie warmińsko-mazurskim, w powiecie lidzbarskim, w gminie Orneta.
W latach 1975–1998 miejscowość administracyjnie należała do województwa elbląskiego. Wieś znajduje się w historycznym regionie Warmia.